# 冥福
冥福（めいふく、「みょうふく」と読むこともある）とは、仏教や道教などの宗教体系において現世とは異なる基準に基づいて得られる幸福のことである。

## 概要
死者が行く先である冥界での幸福を冥福と言う。あるいは、その幸福を祈るために行う仏事も冥福という。死者の幸福、仏事に関しては、『永平清規』・坤巻・知事清規「冥福を修むに以つて、亡者を薦す（修冥福以薦亡者）」の一文。『魏書列伝』、崔挺「八関斎を起こし、冥福を追奉す」の一文。 『孝明天皇紀』「勅して仏事を知恩院に修し彼我戦死者の冥福を薦す」の一文などが挙げられる。
しかし、異なる意味で冥福という言葉が使われる場合もあった。第1に、隠れた（例えば、前世での）徳行を起因とする幸福、隠功も冥福と呼ばれることがあった。『三教指帰』・下巻の「毎に国家のために、先ず冥福を廻らす（毎為国家先廻冥福）」の一文など。
第2に、理解しがたい何かによってもたらされる幸福を冥福と呼ぶこともあった。『三国伝記』 (3・12)「彼人さては如意輪観音の国土の災患を廃し、村人の冥福を示し給へるなると貫く念ひ奉り」の一文。 事典によっては、仏や菩薩による加護などを、内々に受けている冥利（冥益、冥応、冥鑑、冥助）を、冥福と関連するものと位置づけている。

### タブー
弔意を表すことばとして、「冥福を祈る」「ご冥福をお祈りします」などが一般には用いられている。しかしながら「冥」という字は、冥利のように「うかがい知れない何か」という意味であるが、日が暮れて非常に暗くなったこと、ものがはっきりと見えなくなったこと、瞑（目をつぶる）とよく似ていることから切ない死後の世界を連想させるため、避けるべきとする考え方もある。
いくつかの宗教、あるいは宗派では、「冥福」の必要は無いとされている。例えば、キリスト教のうちプロテスタントの一部の教派は、死後確実に神のいる天国に行くと考えている。またこれらの教派ではカトリックでいう煉獄や、陰府、冥府、古聖所など呼ばれた死後の世界は想定していない。仏教の一宗派である浄土真宗では、阿弥陀如来の他力本願により極楽浄土へと導かれるため不要とされている。あるいは、信心不足や死者の迷いを指摘する言葉であり不適切とする考えがある。これらに対する無難な言葉として「心から哀悼の意を表します」などがあげられる。